# Xã Fairfield, Quận Shiawassee, Michigan
Xã Fairfield (tiếng Anh: Fairfield Township) là một xã thuộc quận Shiawassee, tiểu bang Michigan, Hoa Kỳ. Năm 2010, dân số của xã này là 755 người.